# La Vie en Rose (canção de Iz*One)
"La Vie en Rose" (hangul: 라비앙로즈; rr: Rabiangrojeu) é uma canção gravada pelo grupo feminino nipo-sul-coreano Iz One, lançada em 29 de outubro de 2018 pela Off the Record Entertainment como o primeiro single de seu EP de estreia Color*Iz. Foi escrita, composta e produzida por MosPick da Cube Entertainment.

## Composição
|                                                    | "La Vie en Rose" Parte do refrão de "La Vie en Rose", uma canção "pop color", que é misturada com vários gêneros. |
| Problemas para escutar este arquivo? Veja a ajuda. | |

"La Vie en Rose" é descrita como uma música de electropop vibrante e groovy. Cativante desde o início "La Vie en Rose" combina uma ampla gama de elementos - sintetizadores de ambiente, batidas fortes, "tinny snare" e instrumentos de corda que controlam muito da música - em sua tentativa de alcançar a perfeição de midtempo pop. A melodia sobe com os vocais dos membros, explodindo com uma compilação de pré-refrão e queda repentina para um refrão principal mais contido, servindo como uma música introdutória que é ao mesmo tempo poderosa e delicada. A música foi composta e produzida por MosPick da Cube Entertainment, ele é conhecido por produzir lançamentos de sucesso, como "Crazy" do 4Minute e "Lip & Hip" da Hyuna. "La Vie en Rose" inicialmente era para ser uma música do grupo CLC, chegou a ser gravada e coreografada mas não se sabe o motivo de não ter sido lançada através delas.

## Videoclipe
Em 29 de outubro, "La Vie en Rose" foi lançada junto com seu videoclipe em vários sites e portais de música, incluindo YouTube, Melon e Naver TV. Dirigido pela VM Project Architecture, o videoclipe é inspirado na cor vermelha, com as doze membros vistas cantando e dançando em roupas de couro vermelhas, e "contrapõe-se às roupas mais impactantes com as mais suaves femininas".
O videoclipe alcançou mais de 4,5 milhões de visualizações nas primeiras 24 horas de seu lançamento no YouTube, superando o recorde anterior do Stray Kids de videoclipe mais vizualizado de estréia de um grupo de K-pop em 24 horas. Ultrapassou mais de 10 milhões de visualizações dentro de quatro dias de seu lançamento. Em fevereiro de 2019, o videoclipe recebeu mais de 65 milhões de visualizações no YouTube.

## Desempenho comercial
"La Vie en Rose" alcançou o primeiro lugar em três das principais paradas sul-coreanas, incluindo Bugs, Soribada e Mnet. A canção também liderou o K-pop Singles Chart do iTunes em dois países e ficou entre os 10 melhores em oito países. Em território americano,  a canção alcançou a sexta posição no Billboard World Digital Songs, vendendo mais de 1,000 cópias de acordo com Nielsen SoundScan, sendo a canção de K-pop mais vendida na semana. Iz One entrou na lista dos únicos oito girl groups a ter seus lançamentos de estreia aparecerem na Billboard World Albums e World Digital Songs.

## Desempenho nas tabelas musicais
| Tabela musical (2018)                          | Posição |
| ---------------------------------------------- | ------- |
| Japão (Japan Hot 100)                          | 22      |
| Malásia (RIM)                                  | 19      |
| Singapura (RIAS)                               | 9       |
| Coreia do Sul (Gaon Digital Chart)             | 14      |
| Coreia do Sul (K-pop Hot 100)                  | 11      |
| Estados Unidos (Billboard World Digital Songs) | 6       |

### Vendas
| País                               | Vendas |
| ---------------------------------- | ------ |
| Estados Unidos (Nielsen SoundScan) | 1,000+ |

## Prêmios e indicações

### Prêmios em programas musicais
| Programa           | Data                   | Ref.   |
| ------------------ | ---------------------- | ------ |
| M Countdown (Mnet) | 8 de novembro de 2018  | [ 17 ] |
| The Show (SBS MTV) | 13 de novembro de 2018 | [ 18 ] |
| The Show (SBS MTV) | 20 de novembro de 2018 | [ 19 ] |